# Станіслав Потоцький (дідич Бережан)
Станіслав Потоцький (пол. Stanisław Potocki; ? — 11 грудня 1887, Бережани) — польський аристократ, магнат, меценат, австрійський граф.

## З життєпису
Батько — Александер Потоцький, якого в 1861 році Корнель Уєйський публічно звинуватив, що він як власник віддав Замковий костел Святої Трійці єврейським підприємцям в оренду під склад горілки та хмелю.
Дідич і власник маєтностей, зокрема, Бережан. У місті за його сприяння в 1876—1878 роках відновили замковий костел Святої Трійці (до первісного вигляду).
Дружина — княжна Марія Сапіга (3.IV.1837—29.IV.1923, Париж). Діти:
- Якуб Ксаверій Александер — останній власник табулярної маєтности Бережани,
- Ізабеля — дружина графа Романа Потоцького, ланьцутського ордината.